# صالح‌آباد (بخش مرکزی شاهرود)
صالح‌آباد روستایی در دهستان دهملا بخش مرکزی شهرستان شاهرود استان سمنان ایران است.

## جمعیت
بر پایه سرشماری عمومی نفوس و مسکن در سال ۱۳۹۵ جمعیت این مکان ۱۳۴ نفر (۴۳خانوار) بوده‌است.